# Jacopo Colonna
Pour les articles homonymes, voir Colonna.
Jacopo Colonna, mort le 14 août 1318 à Avignon, était un cardinal italien de la fin du XIIIe et du début du XIVe siècle.

## Biographie
Frère de Sciarra Colonna, Jacopo Colonna est créé cardinal par Nicolas III en 1278. Il fut comblé de faveurs par Nicolas IV, proscrit avec toute sa famille par Boniface VIII, à l'élection duquel il s'était opposé, et réintégré dans ses dignités en 1305 par Clément V, à l'intercession de Philippe le Bel.
Il mourut en 1318.

## Sources
- Notices d'autorité :   - VIAF
  - GND
  - Vatican
- Ressource relative à la religion :   - Cardinals of the Holy Roman Church